# Gaston Baratte
Pour les articles homonymes, voir Baratte (homonymie).
Gaston Baratte (né le 16 mars 1898 à Ascq dans le Nord, mort fusillé le 2 avril 1944 à Ascq pendant le massacre d'Ascq) est un résistant français pendant la Seconde Guerre mondiale. C'est un personnage important du village d'Ascq dans la première moitié du XXe siècle.

## Biographie

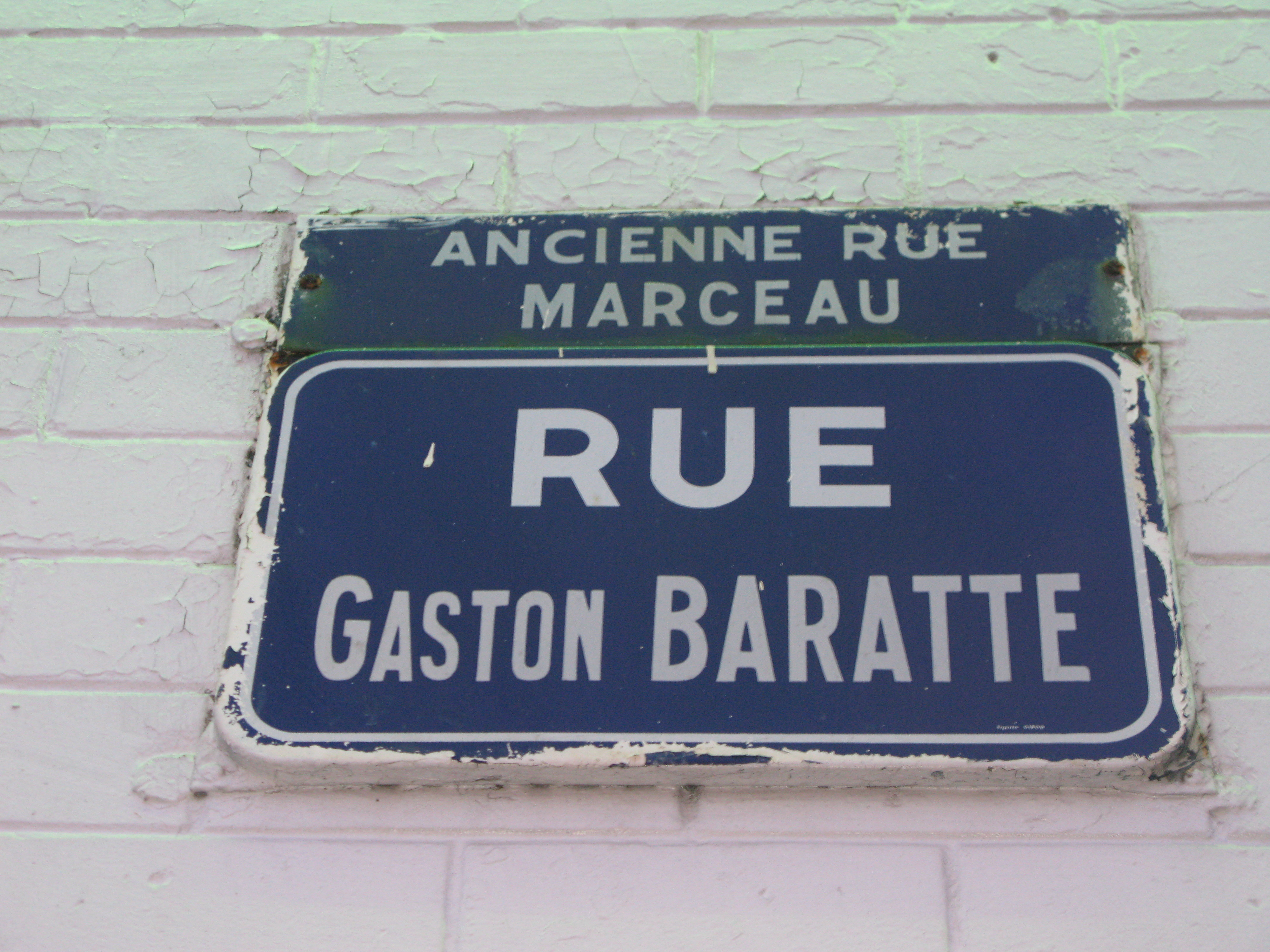
Panneau de la rue Gaston Baratte à Ascq.

Gaston Baratte était très probablement dans les années 1940 un des Ascquois les plus estimés. Père de 5 enfants, c'est un ancien combattant de la Première Guerre mondiale (il est titulaire de la croix de guerre 1914-1918),. Il dirigeait un atelier de tissage spécialisé pour l'ameublement. En 1929, il fonde l'équipe de football l'Union Sportive Ascquoise dont il est le président et le principal bienfaiteur.
Son grand-père, Gustave Baratte, était cordonnier à Lesquin . En 1889, son père, Léon Baratte, reprend la fabrique de tapis en faillite de Frédéric Grandel à Ascq et y installe 20 métiers de moquettes à la main, qui seront ensuite remplacés par des métiers automatiques. En  1934, à la mort de son père, Gaston prend la direction de l'entreprise.
Pendant la guerre, Gaston Baratte est délégué local du Secours national, de la Croix-Rouge française et le créateur des soupes familiales populaires du village. Il va falsifier les statistiques ou les convocations (de la STO ou l'organisation Todt etc.), ce qui limitera le nombre d'appelés du village, aidé par Léon Chuffart et le secrétaire de mairie Jean Constant. On crée de nouveaux emplois dans la police, les pompiers, la SNCF, car les fonctionnaires, étudiants et agriculteurs bénéficient d'exemptions. En 1944, il fait des démarches répétées et efficaces auprès des cultivateurs avec l'abbé Gilleron pour les amener à céder sur leur excédent de blé à chaque habitant pour un prix raisonnable.
Résistant, il travaille avec les frères Decock et Léon Dewailly, aide au camouflage des aviateurs dans certaines fermes du marais d'Annappes, récupère des denrées clandestines pour les colis des prisonniers.
Gaston Baratte est fusillé le 2 avril 1944 lors du massacre d'Ascq par les nazis ; il avait alors 46 ans.

## Distinctions
- Croix de guerre 1914-1918 avec étoile de bronze (1919), accompagnée de la citation à l'ordre du régiment suivante : « Jeune sous-officier plein d’entrain. A commandé très brillamment une pièce comme brigadier. A réussi à acquérir un grand ascendant moral sur ses hommes par son sang-froid et son calme dans les moments difficiles. »[3],[10] ;
- Mort pour la France (1944)[10].

## Hommages
- En 1945, un nouveau stade pour l'US Ascq, rue Thiers, est inauguré et porte le nom de Gaston Baratte ;
- La rue principale du quartier d'Ascq, à Villeneuve-d'Ascq, précédemment appelée rue Marceau, a été rebaptisée rue Gaston Baratte.